# Jana Žitňanská
Jana Žitňanská (roz. Lepeňová, * 14. května 1974, Bratislava) je slovenská novinářka a konzervativní politička.
V letech 2014 až 2019 byla za Slovensko poslankyní Evropského parlamentu, kde byla místopředsedkyní Výboru pro práva žen a rovnost pohlaví.

## Politická kariéra
Od roku 2010 byla poslankyní Národní rady Slovenské republiky, byla členkou Výboru NR SR pro vzdělání, mládež a sport. Znovu zvolena byla roku 2012, ale její mandát poslankyně NR SR zanikl v roce 2014, kdy se stala poslankyní Evropského parlamentu.
Do 28. května 2012 byla členkou Křesťanskodemokratického hnutí (KDH), v kterém zastávala funkci místopředsedkyně. Následně s poslancem NR SR Danielem Lipšicem a novinářem Gáborem Grendelem založili politickou stranu NOVA (Nová väčšina – Dohoda), v níž působila jako místopředsedkyně. Od roku 2020 byla opět poslankyní NR SR, kandidovala za stranu Za ľudí, kterou ale na začátku dubna roku 2023 opustila. Poté začala působit ve slovenském parlamentu jako nezařazená poslankyně v rámci strany Demokrati. V evropských volbách v roce 2024 kandidovala na 3. místě kandidátní listiny Demokratů, ale nebyla zvolena. Strana totiž získala jen 4,68 % hlasů a tedy žádný mandát.